# Justynów (powiat piotrkowski)
Justynów – wieś w Polsce położona w województwie łódzkim, w powiecie piotrkowskim, w gminie Aleksandrów. Wieś znajduje się w granicach Sulejowskiego Parku Krajobrazowego. W latach 1975–1998 miejscowość należała administracyjnie do województwa piotrkowskiego.
Wierni Kościoła rzymskokatolickiego należą do parafii św. Łukasza w Skórkowicach.